# 낯설게하기
낯설게하기(러시아어: остранение 오스트라네니예[*] 또는 영어: Defamiliarization)는 관객에게 일상적인 것들을 낯설거나 특이한 방식으로 제시함으로써 새로운 관점을 얻고 세상을 다르게 볼 수 있게 하는 예술적 기법이다. 이 용어를 만든 러시아 형식주의자들에 따르면, 낯설게하기는 예술과 시의 핵심 개념이다. 이 개념은 다다이즘, 포스트모더니즘, 서사극, 과학소설, 철학을 포함한 20세기의 예술과 이론에 영향을 미쳤으며, 문화 방해와 같은 최근의 운동에서도 전술로 사용되고 있다.
낯설게하기의 효과는 영구적이지 않다. 낯설었던 것, 즉 예술적인 것은 시간이 지남에 따라 낯설지 않은 것, 즉 비예술적인 것으로 지각되기 때문이다. 이는 전경화(前景化)되었던 언어가 자동화(自動化)되는 상태이다.

## 용어의 탄생
"낯설게하기"라는 용어는 1917년 러시아의 형식주의자 빅토르 시클롭스키가 그의 논문 《예술로서의 장치》(Art as Device, 다른 번역: 《예술로서의 기법》, Art as Technique)에서 처음 만들었다.:209 시클롭스키는 "시적 언어와 실용적 언어를 전자의 지각 가능성을 근거로 구분하기 위해" 이 용어를 고안했다.:209 본질적으로 그는 시적 언어가 이해하기 더 어렵기 때문에 우리가 일상적으로 사용하는 언어와는 근본적으로 다르다고 말한다. "시적 언어는 '형성된 언어'이다. 산문은 일상적 언어로서 경제적이고, 쉽고, 적절하며, 산문의 여신[dea prosae]은 정확하고 능숙한 유형의 여신이며, 아이의 '직접적인' 표현의 여신이다.":20 이러한 차이는 예술 창조와 개인이 "공식에 따라 기능하게 하는" "과도한 자동화"의 방지에 있어 핵심이다.:16

시클롭스키에게 있어 예술적 언어와 일상적 언어의 이러한 구분은 모든 예술 형식에 적용된다.
예술의 목적은 사물이 알려진 대로가 아닌 지각된 대로의 감각을 전달하는 것이다. 예술의 기법은 대상을 '낯설게' 만들고, 형식을 어렵게 만들며, 지각 과정이 그 자체로 미적 목적이므로 지각의 난이도와 길이를 증가시키는 것이다.:16
따라서 낯설게하기는 개인이 예술적 언어를 인식하도록 강제하는 수단으로 작용한다.
시적 언어를 그것의 음성적, 어휘적 구조뿐만 아니라 단어의 특징적 분포와 단어들로 구성된 특징적 사고 구조에서 연구할 때, 우리는 어디에서나 예술적 특징을 발견한다. 즉, 지각의 자동화를 제거하기 위해 명백히 창조된 재료를 발견하는 것이다. 작가의 목적은 그러한 탈자동화된 지각으로부터 나오는 시각을 창조하는 것이다. 작품은 그것의 지각이 방해받고 지각의 느림을 통해 가능한 한 가장 큰 효과가 만들어지도록 "예술적으로" 창조된다.:19
이 기법은 특히 시와 산문을 구별하는 데 유용한데, 아리스토텔레스가 말했듯이 "시적 언어는 낯설고 경이로워 보여야 한다.":19

작가 아나이스 닌이 1968년 저서 《미래의 소설》에서 논의했듯이
예술의 기능은 우리의 지각을 새롭게 하는 것이다. 우리가 익숙한 것은 더 이상 보이지 않게 된다. 작가는 익숙한 장면을 흔들어 놓고, 마법처럼 '우리는 그 속에서 새로운 의미를 본다'.
문학 이론가 우리 마골린에 따르면
익숙해졌거나 당연시되어 자동적으로 지각되는 것을 낯설게 하는 것이 모든 장치의 기본적 기능이다. 그리고 낯설게하기와 함께 읽고 이해하는 과정의 속도 저하와 증가된 난이도(방해)가 오며, 이를 야기하는 예술적 절차(장치)에 대한 인식이 따라온다.

## 사용

### 낭만주의 시에서
이 기법은 영국 낭만주의 시, 특히 워즈워스의 시에서 나타나며, 새뮤얼 테일러 콜리지는 그의 저서 《문학 평전》(Biographia Literaria)에서 다음과 같이 정의했다. "어린 시절의 감정을 성년의 능력으로 이어가는 것, 아마도 40년 동안 익숙해진 모습들과 어린이의 경이로움과 새로움의 감각을 결합하는 것... 이것이 천재성의 특징이자 특권이다."
콜리지의 정식화에 앞서 독일의 낭만주의 시인이자 철학자인 노발리스는 다음과 같이 말했다. "주어진 방식으로 낯설게 만드는 예술, 대상을 낯설게 하면서도 친숙하고 매력적으로 만드는 것, 그것이 낭만주의 시학이다."

### 러시아 문학에서
시클롭스키는 낯설게하기가 무엇을 의미하는지 설명하기 위해 자신의 작품 전반에서 이 기법을 사용했다고 그가 인용한 톨스토이의 예를 든다. "예를 들어 《홀스토메르》의 화자는 말(馬)이며, 바로 이 말의 관점이 (인간의 관점이 아닌) 이야기의 내용을 낯설게 느끼도록 만든다.":16 러시아 형식주의자로서 시클롭스키의 많은 예시들은 러시아 작가들과 러시아 방언을 사용한다. "그리고 현재 막심 고리키는 그의 문체를 오래된 문학적 언어에서 레스코프의 새로운 문학적 구어로 바꾸고 있다. 이로써 일상 언어와 문학 언어가 자리를 바꾸었다(뱌체슬라프 이바노프와 다른 많은 이들의 작품을 보라).":19-20
낯설게하기는 또한 작품 내에서 외국어를 사용하는 것을 포함한다. 시클롭스키가 글을 쓰던 당시에는 문학과 일상적인 구어 러시아어 모두에서 언어 사용의 변화가 있었다. 시클롭스키의 말을 빌리면 "원래 러시아에 외국어였던 러시아 문학어는 민중의 언어에 깊이 스며들어 그들의 대화와 혼합되었다. 반면에 문학은 이제 방언이나 야만적 표현의 사용으로 향하는 경향을 보이기 시작했다.":19
서사 플롯 또한 낯설게 될 수 있다. 러시아 형식주의자들은 서사의 기본적인 이야기 재료인 파불라와 이야기 재료를 구체적인 플롯으로 구성하는 쉬제트를 구분했다. 시클롭스키에게 있어 쉬제트는 낯설게 된 파불라이다. 시클롭스키는 낯선 플롯 구성으로 낯설게 된 이야기의 예로 로렌스 스턴의 《트리스트램 섄디》를 든다. 스턴은 시간적 전위, 지엽적 설명, 인과관계의 교란(예를 들어, 원인보다 결과를 먼저 배치하는 것)을 사용하여 독자가 (익숙한) 이야기를 재구성하는 능력을 지연시킨다. 그 결과로 쉬제트는 파불라를 "낯설게 만든다."

## 관련 개념

### 차연
시클롭스키의 낯설게하기는 자크 데리다의 차연(差延, différance) 개념과도 비교될 수 있다.
시클롭스키가 보여주고자 하는 것은 문학 체계에서 낯설게하기의 작용과 그로 인한 지각이 시계의 태엽 감기(물리계로의 에너지 도입)와 같다는 것이다: 둘 다 차이, 변화, 가치, 운동, 현존을 "발생시킨다". 데리다의 차연이라는 일반적이고 기능적인 배경에 비추어 볼 때, 시클롭스키가 말하는 "지각"은 차이를 생산하는 모체로 간주될 수 있다.:212
차연이라는 용어가 "다르다"와 "지연하다"라는 프랑스어 'différance'의 이중적 의미를 지칭하듯이, 낯설게하기는 쉽게 이해할 수 있는 대상이나 개념에 대한 인식을 변화시키는 방식으로 일상적 언어의 사용에 주의를 환기시킨다. 낯설게하기는 그 기법의 사용이 개념에 대한 인식을 변화시키고(지연하다), 그 개념에 대해 다른, 흔히 더 복잡한 관점에서 생각하도록 강제하므로(다르다) 차이를 만들고 지연시킨다.
시클롭스키의 정식화는 "실제" 지각의 존재/가능성을 부정하거나 무효화한다: (1) 문학과 삶 사이의 연결을 부정하는 익숙한 형식주의적 태도로 이들이 소통하지 않는 용기임을 암시하고, (2) 항상, 마치 강박적으로, 실제 경험을 공허하고 죽은, 자동화된 반복과 재인식의 관점에서 언급하며, (3) 암묵적으로 실제 지각을 특정할 수 없는 시간적으로 이전이고 공간적으로 다른 곳, 순수한 경험의 신화적인 "첫 번째 순간"에 위치시키는데, 자동화로 인한 이러한 상실은 미적 지각의 충만함에 의해 회복되어야 한다.:218

### 언캐니
20세기 예술과 문화에 대한 러시아 형식주의의 영향은 주로 낯설게하기 또는 '낯설게 만들기'라는 문학 기법 때문이며, 이는 프로이트의 언캐니 개념과도 연관되어 왔다. 《언캐니》(Das Unheimliche)에서 프로이트는 "언캐니는 오래되고 친숙했던 것으로 거슬러 올라가는 두려움의 한 종류"라고 말하지만, 이는 미지의 것에 대한 두려움이 아니라 어떤 것이 낯설면서도 동시에 친숙하다는 느낌에 가깝다.:220 오스트라네니예와 언캐니의 연관성은 프로이트가 문학적 언캐니의 기법에 대해 숙고하는 부분에서 볼 수 있다. "작가가 처음에는 의심할 여지없이 의도적으로 우리를 실제 세계로 인도하는지 아니면 그가 창조한 순수한 환상의 세계로 인도하는지 알려주지 않음으로써 우리에게 일종의 불확실성을 만들어내는 것은 사실이다.":230 작가가 "일상적 현실의 세계에서 움직이는 척"할 때, 무생물의 생명화와 같은 초자연적 사건들을 현대 세계의 일상적이고 나날의 현실에 위치시킬 수 있어 독자를 낯설게 하고 언캐니한 감정을 불러일으킨다.:250

### 소외 효과
낯설게하기는 시인이자 극작가인 베르톨트 브레히트와 연관되어 왔는데, 그의 소외 효과(Verfremdungseffekt)는 그의 연극 접근법의 강력한 요소였다. 실제로 윌렛이 지적하듯이, 소외 효과는 "러시아 비평가 빅토르 시클롭스키의 용어 'Priem Ostranenija' 또는 '낯설게 만드는 장치'의 번역"이다. 브레히트는 이어서 장뤽 고다르와 이본 레이너를 포함한 예술가들과 영화 제작자들에게 큰 영향을 미쳤다.
과학소설 비평가 사이먼 스피겔은 낯설게하기를 "익숙한 것을 낯설게 만드는 형식적-수사적 행위(시클롭스키의 의미에서)"로 정의하면서 이를 브레히트의 소외 효과와 구분했다. 스피겔에게 있어 소외는 낯설게하기나 익숙한 것의 의도적인 재맥락화를 통해 야기될 수 있는 독자에 대한 효과이다.

## 같이 보기
- 나시레마

### 더 읽어보기
- Shklovsky, Viktor (2017).  Berlina, Alexandra, 편집. 《Viktor Shklovsky: A Reader》. 번역 Berlina, Alexandra. New York: Bloomsbury Academic. ISBN 978-1-5013-1036-2. OCLC 934676872.
- Shklovskij, Viktor. "Art as Technique". Literary Theory: An Anthology.  Ed. Julie Rivkin and Michael Ryan.  Malden: Blackwell Publishing Ltd, 1998.
- Basil Lvoff, "The Twists and Turns of Estrangement" .
- Min Tian, The Poetics of Difference and Displacement: Twentieth-Century Chinese-Western Intercultural Theatre. Hong Kong: Hong Kong University Press, 2008.
- Ostranenie Magazine